# شهرستان اصیل، آق‌مولا
شهرستان اصیل (به قزاقی: Есіл ауданы، ەسىل اۋدانى) یک شهرستان در قزاقستان است که در استان آق‌مولا واقع شده‌است.

## خصوصیات
شهرستان اصیل ۸٬۰۰۰ کیلومترمربع مساحت و ۲۶٬۳۰۷ نفر جمعیت دارد.